# 河野純徳
河野 純徳（こうの よしのり、1921年 - 1989年3月31日）は、日本のカトリック司祭。

## 略歴
東京生まれ。ローマ・グレゴリアン大学大学院博士課程修了、Ph.D.。イエズス会司祭。鹿児島教区。
1986年『聖フランシスコ・ザビエル全書簡』で日本翻訳文化賞受賞。

## 著書
- 『十字架の道』（河野よしのり名義）南窓社、1977
- 『鹿児島における聖書翻訳 ラゲ神父と第七高等学校造士館教授たち』キリシタン文化研究会、1981
- 『アヴェ・マリア』南窓社、1985
- 『聖フランシスコ・ザビエル全生涯』平凡社、1988

## 翻訳
- 『聖フランシスコ・ザビエル全書簡』平凡社、1985、改訂版・平凡社東洋文庫（全4巻）、1994